# Alexander Dale Oen
Alexander Dale Oen (Øygarden, 21 mei 1985 – Flagstaff, 30 april 2012) was een Noorse zwemmer. Dale Oen was houder van het Europees record op de 100 meter schoolslag, op deze afstand is de Noor tevens de vice-olympisch kampioen van 2008.

## Carrière
Dale Oen maakte zijn internationale debuut bij de Europese kampioenschappen kortebaanzwemmen 2003 in Dublin.
Na een halvefinaleplaats op de 100 meter schoolslag op de Europese kampioenschappen zwemmen 2004 in Madrid maakte de Noor zijn olympisch debuut in Athene met een eenentwintigste plaats op de 100 meter schoolslag. Na een anonieme deelname aan de Europese kampioenschappen kortebaanzwemmen 2004 in Wenen brak Dale Oen door met een zevende plaats op de 100 meter schoolslag tijdens de wereldkampioenschappen zwemmen 2005 in Montréal. Op de 50 en 200 meter schoolslag werd hij in de series uitgeschakeld. Op de Europese kampioenschappen kortebaanzwemmen 2005 in Triëst eindigde Dale Oen als vierde op de 100 meter schoolslag en als zesde op de 50 meter schoolslag. Op de 200 meter schoolslag sneuvelde hij in de series.
Op de wereldkampioenschappen kortebaanzwemmen 2006 in Shanghai pakte Dale Oen zijn eerste internationale medaille, brons op de 100 meter schoolslag. Op de 50 meter schoolslag eindigde hij gedeeld als achtste. Samen met de Brit Chris Cook, van wie hij de swim-off verloor. Op de 200 meter schoolslag werd de Noor uitgeschakeld in de series. Op de Europese kampioenschappen zwemmen 2006 in Boedapest pakte Dale Oen de zilveren medaille achter de Rus Roman Sloednov op de 100 meter schoolslag. Op de 50 meter schoolslag eindigde de Noor als dertiende in de halve finale en op de 200 meter schoolslag werd hij zelfs in de series uitgeschakeld. Op de Europese kampioenschappen kortebaanzwemmen 2006 in Helsinki veroverde Dale Oen het brons op de 100 meter schoolslag en eindigde hij als zevende op de 50 meter schoolslag.
Op de wereldkampioenschappen zwemmen 2007 in Melbourne eindigde Dale Oen als achtste in de finale van de 100 meter schoolslag. Op de 200 meter schoolslag werd de Noor met zijn vijftiende plaats in de halve finale uitgeschakeld voor de finale, op de 50 meter schoolslag werd hij in de series uitgeschakeld. Met zijn landgenoten Kim Torry Simmenes, Aleksander Hetland en Robin Dale Oen eindigde hij als zeventiende op de 4x100 meter wisselslag estafette. Bij de Europese kampioenschappen kortebaanzwemmen 2007 in Debrecen eindigde Dale Oen als vijfde op zowel de 50 en 100 meter schoolslag, op de 200 meter schoolslag werd de Noor in de finale gediskwalificeerd.
Op de Europese kampioenschappen zwemmen 2008 in Eindhoven pakte Dale Oen zijn eerste internationale titel, op de 100 meter schoolslag. Met zijn winnende tijd in de finale verbeterde hij het Europees record dat in handen was van Roman Sloednov. Op de 50 en 200 meter schoolslag won de Noor zilveren medaille. Enkele weken na de EK nam Dale Oen deel aan de wereldkampioenschappen kortebaanzwemmen 2008 in Manchester waar hij als vierde eindigde op de 100 meter schoolslag en als achtste op de 50 meter schoolslag. Met zijn landgenoten Kim Torry Simmenes, Aleksander Hetland en Gard Kvale werd hij uitgeschakeld in de series van de 4x100 meter wisselslag estafette. Op de Olympische Zomerspelen 2008 in Peking veroverde Dale Oen de zilveren medaille achter de Japanner Kosuke Kitajima, de Noor verbeterde in zowel de series als de halve finales het olympisch record en het Europees record. Kitajima zwom in de finale het wereldrecord en pakte daarmee de Noor zijn olympisch record af. Op de 200 meter schoolslag werd Dale Oen nipt uitgeschakeld, hij kwam 0,11 seconde tekort ten opzichte van de Nieuw-Zeelander Glenn Snyders.
In Rome nam de Noor deel aan de wereldkampioenschappen zwemmen 2009, op dit toernooi werd hij uitgeschakeld in de halve finales van de 100 meter schoolslag en in de series van de 50 meter schoolslag.
Op de Europese kampioenschappen zwemmen 2010 in Boedapest slaagde Dale Oen erin zijn Europese titel op de 100 meter schoolslag te prolongeren, daarnaast sleepte hij de zilveren medaille in de wacht op de 200 meter schoolslag en eindigde hij als vierde op de 50 meter schoolslag.
Tijdens de wereldkampioenschappen zwemmen 2011 in Shanghai veroverde de Noor de wereldtitel op de 100 meter schoolslag, op de 50 meter schoolslag eindigde hij op de vijfde plaats. In Szczecin nam Dale Oen deel aan de Europese kampioenschappen kortebaanzwemmen 2011. Op dit toernooi werd hij Europees kampioen op de 100 meter schoolslag, daarnaast sleepte hij de bronzen medaille in de wacht op de 50 meter schoolslag en eindigde hij als zesde op de 200 meter schoolslag. Op de 4x50 meter wisselslag eindigde hij samen met Lavrans Solli, Aleksander Hetland en Sverre Næss op de tiende plaats.

### Overlijden
Dale Oen werd op 30 april 2012 dood aangetroffen in de badkamer van zijn hotel tijdens een trainingskamp in Flagstaff nadat hij was overleden aan de gevolgen van een hartstilstand.

## Internationale toernooien
| Jaar | Olympische Spelen                     | WK langebaan                                                                    | WK kortebaan                                               | EK langebaan                                               | EK kortebaan                                                                     |
| ---- | ------------------------------------- | ------------------------------------------------------------------------------- | ---------------------------------------------------------- | ---------------------------------------------------------- | -------------------------------------------------------------------------------- |
| 2003 |                                       | geen deelname                                                                   |                                                            |                                                            | 27e 50m schoolslag 26e 100m schoolslag 33e 200m schoolslag 8e 4x50m wisselslag   |
| 2004 | 21e 100m schoolslag                   |                                                                                 | geen deelname                                              | 11e 100m schoolslag 12e 4x100m wisselslag                  | 18e 50m schoolslag 21e 100m schoolslag 28e 200m vrije slag 10e 4x50m wisselslag  |
| 2005 |                                       | 22e 50m schoolslag 7e 100m schoolslag 19e 200m schoolslag                       |                                                            |                                                            | 6e 50m schoolslag 4e 100m schoolslag 20e 200m schoolslag                         |
| 2006 |                                       |                                                                                 | 8e 50m schoolslag · 100m schoolslag · 13e 200m schoolslag  | 13e 50m schoolslag · 100m schoolslag · 17e 200m schoolslag | 7e 50m schoolslag · 100m schoolslag · 11e 200m schoolslag · 10e 4x50m wisselslag |
| 2007 |                                       | 21e 50m schoolslag 8e 100m schoolslag 15e 200m schoolslag 17e 4x100m wisselslag |                                                            |                                                            | 5e 50m schoolslag 5e 100m schoolslag                                             |
| 2008 | 100m schoolslag · 17e 200m schoolslag |                                                                                 | 8e 50m schoolslag 4e 100m schoolslag 10e 4x100m schoolslag | 50m schoolslag · 100m schoolslag · 200m schoolslag         | geen deelname                                                                    |
| 2009 |                                       | 29e 50m schoolslag 13e 100m schoolslag                                          |                                                            |                                                            | geen deelname                                                                    |
| 2010 |                                       |                                                                                 | geen deelname                                              | 4e 50m schoolslag · 100m schoolslag · 200m schoolslag      | geen deelname                                                                    |
| 2011 |                                       | 5e 50m schoolslag · 100m schoolslag                                             |                                                            |                                                            | 50m schoolslag · 100m schoolslag · 6e 200m schoolslag · 10e 4x50m wisselslag     |

## Persoonlijke records

### Kortebaan
| Afstand         | Tijd    | Datum            | Plaats   |
| --------------- | ------- | ---------------- | -------- |
| 50m schoolslag  | 26,49   | 10 december 2011 | Szczecin |
| 100m schoolslag | 57,05   | 9 december 2011  | Szczecin |
| 200m schoolslag | 2.06,15 | 11 december 2011 | Szczecin |

### Langebaan
| Afstand         | Tijd    | Datum            | Plaats    |
| --------------- | ------- | ---------------- | --------- |
| 50m schoolslag  | 27,33   | 26 juli 2011     | Shanghai  |
| 100m schoolslag | 58,71   | 25 juli 2011     | Shanghai  |
| 200m schoolslag | 2.09,68 | 12 augustus 2010 | Boedapest |